# Institut für Sexualwissenschaft
L'Institut für Sexualwissenschaft va ser un primer institut privat de recerca de sexologia a Alemanya de 1919 a 1933. El nom es tradueix de diverses maneres com a Institut d'Investigació Sexual, Institut de Sexologia, Institut de Sexologia o Institut per a la Ciència de la Sexualitat. L'Institut era una fundació sense ànim de lucre situada a Tiergarten, Berlín. Va ser el primer centre de recerca en sexologia del món.
L'Institut estava dirigit per Magnus Hirschfeld, que des de 1897 dirigia el Wissenschaftlich-humanitäres Komitee ("Comitè Científic-Humanitari"), que va fer campanya per motius progressistes i racionals pels drets i la tolerància LGBT. El Comitè va publicar la revista de llarga durada Jahrbuch für sexuelle Zwischenstufen. Hirschfeld va construir una biblioteca única a l'institut sobre gènere, amor entre persones del mateix sexe i erotisme.
L'institut va ser pioner en la investigació i el tractament de diverses qüestions relacionades amb el gènere i la sexualitat, com ara temes gai, transgènere i intersexuals. A més, oferia diversos altres serveis al públic en general: això incloïa tractament per a l'alcoholisme, exàmens ginecològics, assessorament matrimonial i sexual, tractament de malalties venèries i accés a tractaments anticonceptius. Oferia formació sobre molts d'aquests temes tant als professionals de la salut com als laics.
Les cremes de llibres pels nazis a Berlín van incloure els arxius de l'institut. Després que els nazis van prendre el control d'Alemanya a la dècada de 1930, l'institut i les seves biblioteques van ser destruïdes com a part d'un programa de censura del govern nazi per brigades juvenils, que van cremar els seus llibres i documents al carrer.

## Orígens i finalitat
L'Institut d'Investigació Sexual va ser fundat per Magnus Hirschfeld i els seus col·laboradors Arthur Kronfeld, un antic psicoterapeuta famós i més tard professor a la Charité, i Friedrich Wertheim, dermatòleg. Hirschfeld va pronunciar un discurs l'1 de juliol de 1919, quan es va inaugurar l'institut. Es va obrir el 6 de juliol de 1919. L'edifici, situat al districte de Tiergarten, va ser comprat per Hirschfeld al govern de l'⁣Estat Lliure de Prússia després de la Primera Guerra Mundial. L'any 1921 es va comprar un edifici veí, afegint més espai general a l'institut.
A més de ser una biblioteca de recerca i albergar un gran arxiu, l'institut també incloïa divisions mèdiques, psicològiques i etnològiques, i una oficina d'assessorament matrimonial i sexual. Altres instal·lacions de l'institut incloïen un museu d'artefactes sexuals, sales d'exàmens mèdics i una sala de conferències. L'institut va dur a terme unes 18.000 consultes per a 3.500 persones en el seu primer any. Els clients sovint rebien assessorament gratuït. Els visitants més pobres també van rebre tractament mèdic gratuït. Segons Hirschfeld, durant el primer any s'havien celebrat unes 1.250 conferències.
A més, l'institut va defensar l'educació sexual, l'anticoncepció, el tractament de les malalties de transmissió sexual i l'emancipació de la dona. A l'edifici hi havia inscrita la frase per scientiam ad justitiam (traduïda com "a través de la ciència a la justícia"). Aquest va ser també el lema personal de Hirschfeld així com l'eslògan del Comitè Científic-Humanitari.

## Organització
L'institut va ser finançat per la Magnus-Hirschfeld-Foundation, una organització benèfica que va ser finançada per donacions privades. Juntament amb Magnus Hirschfeld, un nombre d'altres (inclosos molts especialistes professionals) van treballar en el personal de l'institut en diferents moments del temps, incloent-hi:
| - Felix Abraham — psiquiatre - August Bessunger — radiòleg - Karl Giese — arxiver - Berndt Götz — psiquiatre - Hans Graaz — naturòpata, metge - Friedrich Hauptstein — director administratiu - Kurt Hiller — advocat - Max Hodann — educador sexual - Hans Wilhelm Carl Friedenthal — antropòleg - Hans Kreiselmaier — ginecòleg - Arthur Kronfeld — psiquiatre, psicòleg | - Ewald Lausch — ajudant mèdic - Ludwig Levy-Lenz — ginecòleg - Eugen Littaur — otolaringòleg - Franz Prange — endocrinòleg - Ferdinand von Reitzenstein — etnòleg - Adelheid Rennhack — manteniment de l'edifici - Arthur Röser — bibliotecari - Bernard Schapiro — dermatòleg, andròleg - Arthur Weil — neuroendocrinòleg, neuropatòleg - Friedrich Wertheim — dermatòleg |

Alguns altres van treballar per a l'institut en diversos assumptes domèstics. Algunes de les persones que treballaven a l'institut hi vivien simultàniament, com Hirschfeld i Giese. Els grups afiliats ocupaven càrrecs a l'institut. Això incloïa el Comitè Científic-Humanitari, de d'⁣Helene Stöcker., i la Lliga Mundial per a la Reforma Sexual (WLSR). El WLSR ha estat descrit com la "cara internacional" de l'institut. El 1929 Hirschfeld va presidir el tercer congrés internacional de la WLSR a Wigmore Hall. Durant el seu discurs allà, va afirmar que "Un impuls sexual basat en la ciència és l'únic sistema sonor de l'ètica".
Les divisions de l'institut incloïen les dedicades a la biologia sexual, la patologia, la sociologia i l'etnografia. Es van assignar plans per a l'institut tant per investigar com per practicar la medicina en igual mesura, tot i que el 1925 la manca de finançament va fer que l'institut hagués de retallar la seva investigació mèdica. Això havia d'incloure qüestions de sexualitat, gènere, malalties venèries i control de la natalitat.

## Activitat

### Educació pública
L'institut pretenia educar tant el públic en general com els especialistes sobre els seus temes d'interès. Es va convertir en un punt d'interès científic i de recerca per a molts científics de la sexualitat, així com per a intel·lectuals i reformadors d'arreu del món. Entre els visitants hi havia René Crevel, Christopher Isherwood, Harry Benjamin, Édouard Bourdet, Margaret Sanger, Francis Turville-Petre, André Gide i Jawaharlal Nehru.
L'institut també va rebre visites de governs nacionals; l'any 1923 l'institut va rebre, per exemple, la visita de Nikolai Semashko, comissari de salut a la Unió Soviètica. Això va ser seguit de nombroses visites i viatges d'investigació d'oficials de salut, reformadors polítics, sexuals i socials i investigadors científics de la Unió Soviètica interessats en el treball de Hirschfeld. El juny de 1926 una delegació de l'institut, encapçalada per Hirschfeld, va correspondre amb una visita de recerca a Moscou i Leningrad.
Una de les instal·lacions particulars de l'institut que va ajudar a la seva popularitat va ser el seu museu de temes sexuals. Aquest es va construir tenint en compte l'educació i l'entreteniment. Hi va haver mostres etnogràfiques sobre diferents normes sexuals de diferents cultures a escala internacional. Incloïa exposicions sobre fetitxisme sexual i sadomasoquisme. També es va exposar una col·lecció d'artefactes fàl·lics d'arreu del món. A més, es van fer presentacions sobre la diversitat de l'orientació sexual humana, especialment pel que fa a l'homosexualitat. En visitar l'institut, Dora Russell va reflexionar que era "on els resultats de les investigacions sobre diversos problemes sexuals i perversions es podien veure en registres i fotografies".
La finca veïna adquirida l'any 1922 per l'institut va tenir una cerimònia d'inauguració el 5 de març de 1922, després de la qual es va convertir en un lloc d'interacció amb la ciutadania en l'àmbit educatiu del personal de l'institut. S'hi van fer conferències i sessions de preguntes i respostes per informar els laics sobre temes de sexualitat. El públic tendia especialment a fer preguntes sobre anticoncepció.

### Salut sexual i reproductiva
Un dels focus de recerca i serveis de l'institut va ser la salut sexual i reproductiva. Una subdivisió de l'institut anomenada Departament d'Eugenèsia per a la Mare i el Fill oferia serveis d'assessorament matrimonial, i el Centre d'Assessorament Sexual per a Parelles Casades va oferir accés a l'anticoncepció. Era especialment un objectiu de l'institut fer que els serveis anticonceptius fossin accessibles als pobres i la classe treballadora d'Alemanya. Això va ser malgrat la prohibició de fer publicitat del control de la natalitat a la constitució de la República de Weimar. Després d'una regulació més laxa sobre la publicitat de mètodes anticonceptius, l'institut va publicar un fullet educatiu sobre el tema el 1928 que finalment va arribar a una distribució d'unes 100.000 còpies el 1932. Hirschfeld i Hodann van desenvolupar estratègies pioneres per als serveis d'assessorament sexual que inspirarien diverses pràctiques posteriors. L'institut també oferia serveis generals de ginecologia i tractament per a malalties venèries. També es van implementar tractaments experimentals per a la impotència.

### Intermediació sexual
A l'institut, Magnus Hirschfeld va defensar la doctrina de la intermediació sexual. Aquesta forma de classificació proposada deia que cada tret humà existia en una escala de masculí a femení. Els trets masculins es van caracteritzar com a dominants i actius, mentre que els trets femenins eren passius i perceptius. La classificació es va dividir en els subgrups d'⁣òrgans sexuals, característiques físiques, impuls sexual o sexualitat i característiques psicològiques. Hirschfeld creia que tots els éssers humans posseïen trets tant masculins com femenins, independentment del seu sexe. De fet, creia que ningú era totalment masculí o totalment femení, sinó una barreja de tots dos. Un home amb un desig sexual femení, per exemple, seria homosexual, mentre que algú amb òrgans sexuals masculins i majoritàriament característiques psicològiques femenines probablement seria transgènere. Hirschfeld va utilitzar originalment el terme "intermediaris sexuals" a finals del segle XIX per referir-se principalment als homes homosexuals i lesbianes. Tanmateix, això més tard es va expandir per incloure persones intersexuals, travestis i transsexuals. El seu concepte d'intermediació sexual àmplia entre els éssers humans s'ha traçat a idees aproximadament similars de Charles Darwin i Galè de Pèrgam.

#### Transexualitat i travestisme
Magnus Hirschfeld va encunyar el terme transsexual en un assaig de 1923, Die Intersexuelle Konstitution. Això va identificar la categoria clínica que després desenvoluparia el seu col·lega Harry Benjamin als Estats Units; només uns trenta anys després de la seva encunyació per Hirschfeld el terme va entrar en un ús més ampli, amb l'obra de Benjamin. Hirschfeld també va encunyar originalment el terme travesti el 1910, i de vegades va utilitzar el terme "travestis extrems" o "travestis totals" per referir-se als transsexuals.
Les persones transgènere formaven part del personal de l'institut com a recepcionistes i minyones, a més d'estar entre els clients. Es van oferir diversos serveis endocrinològics i quirúrgics, inclosa una cirurgia moderna de reassignació de sexe primerenca el 1931. De fet, "una majoria" de travestis van expressar "el desig de ser castrats⁣", segons un estudiant de doctorat que hi va estudiar. Hirschfeld inicialment va aconsellar contra les cirurgies de reassignació sexual, però va arribar a donar-les suport com a mitjà per prevenir el suïcidi entre pacients transsexuals.
Ludwig Levy-Lenz, el cirurgià principal de l'institut per a pacients transsexuals, també va implementar una forma primerenca de cirurgia de feminització facial i cirurgia de masculinització facial. A més, es van desenvolupar tractaments de depilació amb la instal·lació de raigs X de l'institut, encara que això va causar alguns efectes secundaris com cremades a la pell. El professor d'història Robert M. Beachy va afirmar que, "Tot i que experimentals i, en última instància, perillosos, aquests procediments de reassignació de sexe es van desenvolupar en gran part com a resposta a les demandes ardents dels pacients". Levy-Lenz va comentar: "Mai he operat pacients més agraïts".
Hirschfeld va treballar amb el departament de policia de Berlín per reduir la detenció de travestis i persones transgènere, mitjançant la creació de passis de travestis . Aquestes s'expedien per encàrrec de l'institut a les persones que tinguessin un desig personal de portar roba associada a un gènere diferent al que se'ls va assignar en néixer.

#### Homosexualitat
A l'institut es podia trobar una recopilació de treballs sobre l'homosexualitat. Les col·leccions de l'institut incloïen la primera recopilació exhaustiva d'obres sobre sexualitat. Different from the Others, una pel·lícula coescrita per Hirschfeld que defensava una major tolerància cap als homosexuals, es va projectar a l'institut el 1920 a un públic d'estadistes. També va rebre una projecció a l'institut davant una delegació soviètica l'any 1923, que va respondre amb "sorpresa" que la pel·lícula havia estat considerada prou escandalosa per censurar-la.
A partir de la investigació d'⁣Eugen Steinach, que recentment havia aconseguit revertir el comportament sexual dels subjectes de proves amb animals, l'institut va provar una vegada si el trasplantament dels testicles d'un home heterosexual a un home homosexual curaria o no l'homosexualitat. Aquest mètode de "curar" l'homosexualitat la majoria de les vegades es va necrotitzar i va provocar que els testicles haguessin de ser castrats. La pràctica va ser abandonada per l'institut el 1924. Hirschfeld —que era ell mateix homosexual— considerava l'homosexualitat com a natural i innata, més que com una malaltia. De fet, els experiments estaven destinats a demostrar la base biològica de l'homosexualitat en la influència de les hormones sexuals.
L'institut va posar en pràctica la teràpia d'adaptació com un mètode molt més humà i eficaç que la teràpia de conversió, com a mitjà per ajudar els pacients a afrontar la seva sexualitat. En lloc d'intentar curar l'homosexualitat d'un pacient, el focus es va centrar a ajudar el pacient a aprendre a navegar per una societat homòfoba amb el menor malestar possible. Tot i que els metges de l'institut no podien recomanar directament pràctiques il·legals (i, en aquest moment, la majoria dels actes homosexuals eren il·legals a Alemanya), tampoc van promoure l'abstinència. Van fer un esforç per ajudar els seus pacients gais a trobar un sentit de comunitat, ja fos amb altres pacients, a través del Comitè Científic-Humanitari, o a través d'una xarxa de llocs coneguts per l'institut dirigits a homes gais, lesbianes i travestis. A més, l'institut els va oferir assistència mèdica i psicològica general.

#### Intersexualitat
L'institut va presentar informes d'experts sobre casos de condicions intersexuals. Hirschfeld es considera que va ser un pioner en aquesta àrea d'estudi. Va defensar el dret de les persones intersexuals nascudes amb genitals ambigus a triar el seu propi sexe en arribar als divuit anys i, de fet, va ajudar les persones intersexuals a aconseguir cirurgies de reasignació de sexe. Tanmateix, de vegades també va defensar l'assignació de sexe estratègica en néixer, sobre una base científica. Les fotografies de casos intersexuals es trobaren entre les col·leccions de l'institut i es van utilitzar com a part d'un esforç per demostrar la intermediació sexual al profà mitjà.

## Era nazi

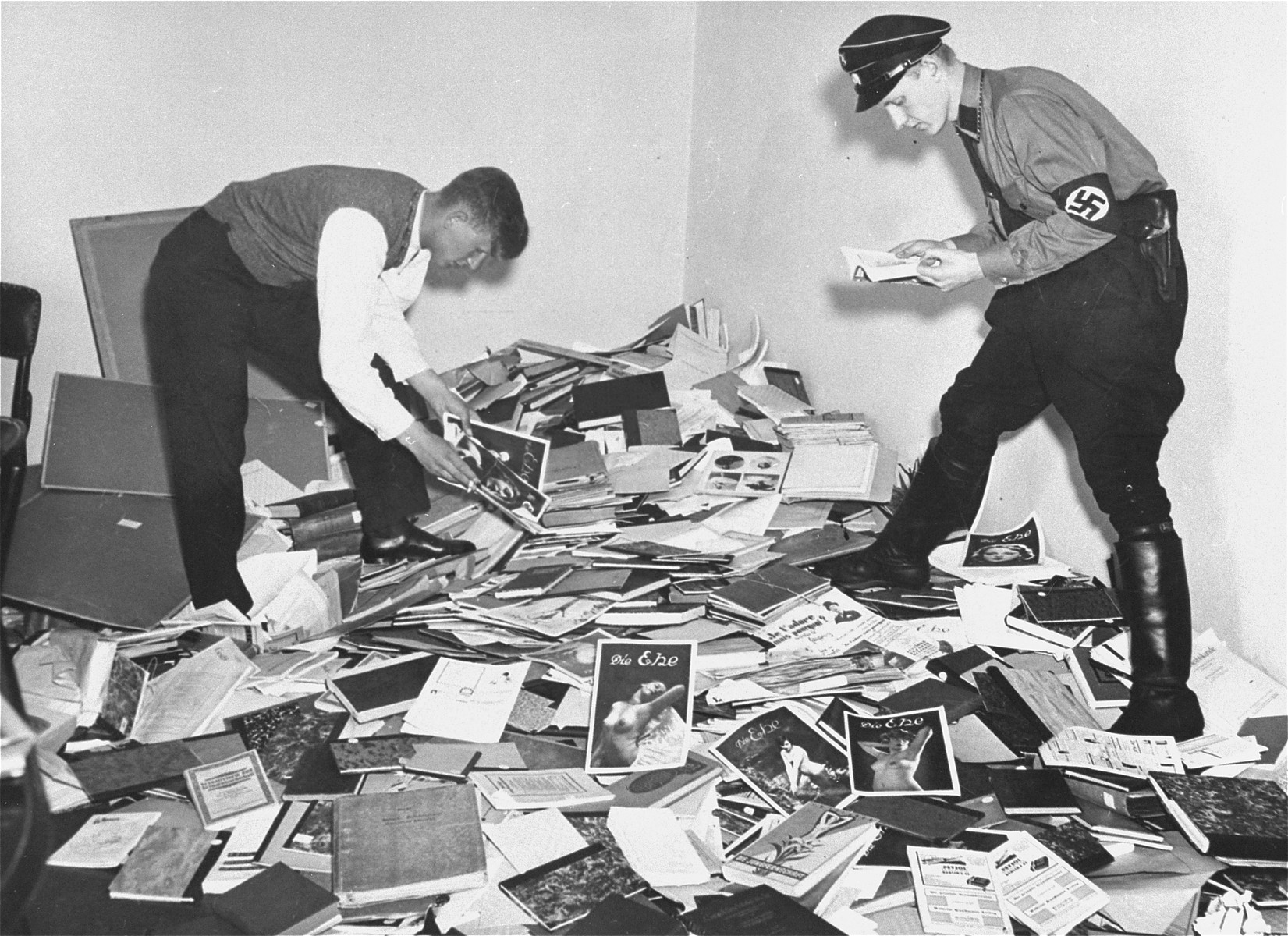
Els estudiants alemanys i els membres nazis de la SA saquegen la biblioteca de Magnus Hirschfeld, director de l'institut.

### Rerefons
A partir de principis dels anys vint, Hirschfeld es va convertir en un objectiu de l'extrema dreta a Alemanya, inclòs el Partit Nazi. Va ser atacat físicament durant diversos incidents, inclòs un incident a Múnic el 4 d'octubre de 1920 en què va resultar greument ferit. Deutschnationale Jugendzeitung, un diari nacionalista, va comentar que era "lamentable" que Hirschfeld no hagués mort. En un altre incident a Viena, se'l va disparar. El 1929, l'objectiu freqüent dels nazis va fer difícil que Hirschfeld continués amb les seves aparicions en públic. Una caricatura seva va aparèixer a la portada de Der Stürmer el febrer de 1929 i el Partit Nazi va assenyalar la seva ascendència jueva així com les seves teories sobre el sexe, el gènere i la sexualitat.
A finals de febrer de 1933, a mesura que la influència d'⁣Ernst Röhm es va afeblir, el Partit Nazi va llançar la seva purga contra els clubs gais (aleshores coneguts com a homòfils) a Berlín, va prohibir les publicacions sexuals i va prohibir els grups homosexuals organitzats. Com a conseqüència, molts van fugir d'Alemanya (incloent-hi, per exemple, Erika Mann). El març de 1933 Kurt Hiller, un advocat afiliat a l'institut, va ser enviat a un camp de concentració, on va ser torturat, tot i que més tard va fugir d'Alemanya i va sobreviure a la guerra.

### Manifestacions i crema de llibres
El 6 de maig de 1933, mentre Hirschfeld es trobava a Ascona, Suïssa, la Deutsche Studentenschaft va fer un atac organitzat a l'Institut d'Investigació Sexual. Una banda de música els va acompanyar quan van arribar al matí. Després d'entrar a l'edifici, els estudiants van destruir gran part del que hi havia dins i van saquejar desenes de milers d'objectes, incloses obres d'⁣autors que havien estat a la llista negra a l'Alemanya nazi. Després d'això, el líder dels estudiants va pronunciar un discurs davant l'institut, i els estudiants van cantar Horst-Wessel-Lied. Es presumeix que Dora "Dörchen" Richter (la primera persona coneguda a sotmetre's a una cirurgia completa de reassignació de sexe d'home a dona) podria haver estat assassinada en aquest o en un atac posterior a l'institut. Membres de la Sturmabteilung (SA) van aparèixer més tard durant el dia per continuar saquejant l'institut.
Quatre dies després, la biblioteca i els arxius restants de l'institut van ser retirats públicament i cremats als carrers de l'⁣Opernplatz per membres de SA al costat dels estudiants. Damunt de la foguera es va col·locar un bust de bronze de Hirschfeld, extret de l'institut. Una estimació diu que es van destruir entre 12.000 i 20.000 llibres i revistes, i un nombre encara més gran d'imatges i temes sexuals. Una altra estimació diu que es van destruir uns 25.000 llibres.

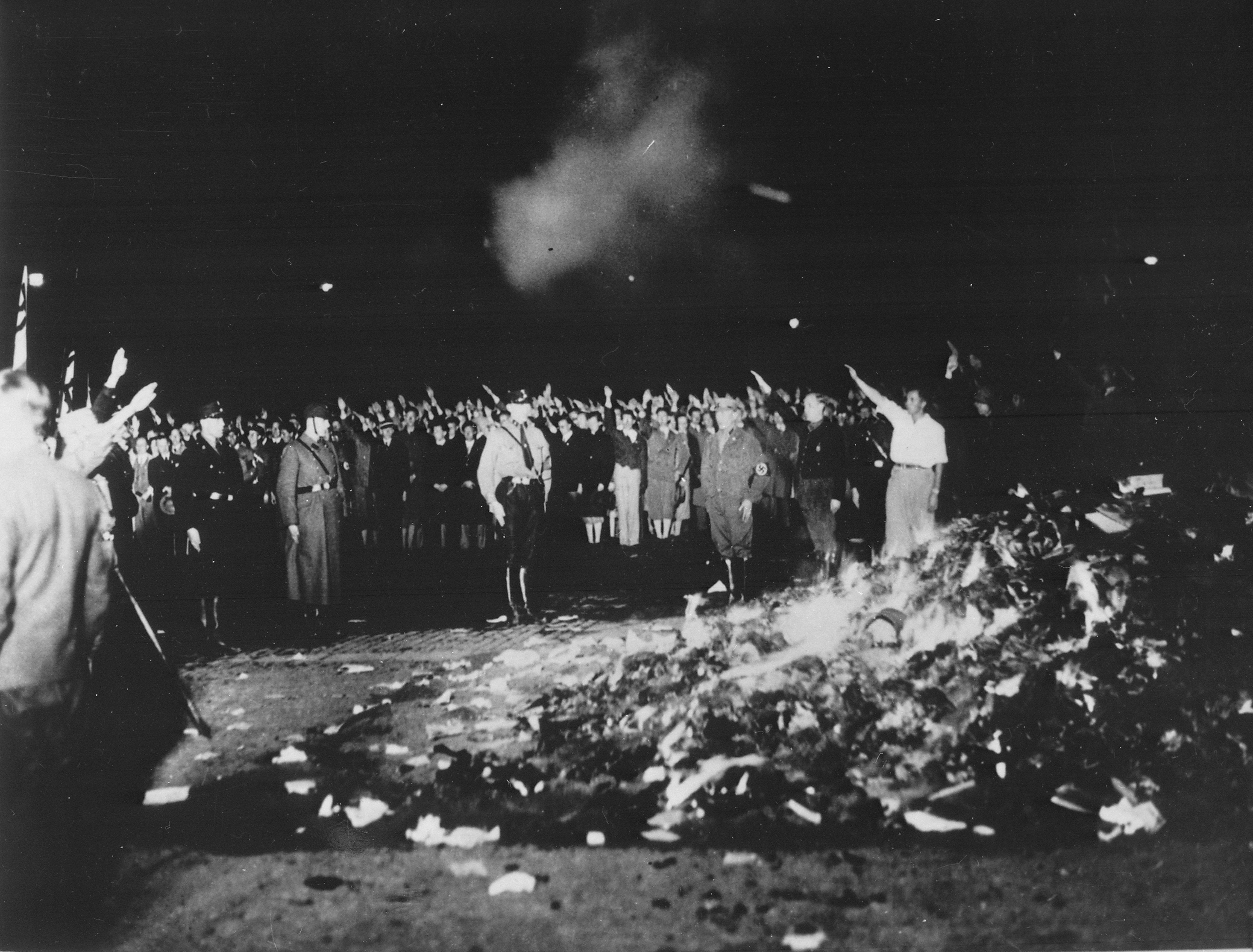
Membres del partit nazi a la crema de llibres de l'Opernplatz a Berlín

Això incloïa obres artístiques, documents mèdics i antropològics rars i gràfics sobre casos d'⁣intersexualitat que es van preparar per al Congrés Mèdic Internacional, entre altres coses. Fins a la fundació de l'⁣Institut Kinsey el 1947, no es va compilar una col·lecció d'obres sobre sexualitat, en qualsevol lloc, semblant a l'emmagatzemada a l'institut. També es van confiscar les extenses llistes de noms i adreces de l'institut. Enmig de la crema, Joseph Goebbels va pronunciar un discurs polític davant una multitud d'unes 40.000 persones. Els líders de la Deutsche Studentenschaft van proclamar el seu propi Feuersprüche (decrets d'incendi). Els llibres cremats a l'Opernplatz en aquesta època no van ser només saquejats de l'institut. També es van cremar llibres d'escriptors jueus i pacifistes com Erich Maria Remarque que van ser retirats de les biblioteques públiques locals, les llibreries i la Universitat Humboldt.
El bust de bronze de Hirschfeld va sobreviure. Un netejador de carrers el va recuperar i emmagatzemar l'endemà de les cremades, i va ser donat a l'⁣Acadèmia de les Arts de Berlín després de la Segona Guerra Mundial. S'ha informat que també es va salvar de la destrucció una gran col·lecció de qüestionaris psicobiològics, relacionats amb la investigació de Hirschfeld sobre l'homosexualitat. Als nazis se'ls va assegurar que es tractava de simples històrials mèdiques. No obstant això, pocs d'ells han estat redescoberts des de llavors.

### Conseqüències de les batudes
Un titular de diari poc després de les incursions va declarar l'"esperit no alemany" (o undeutschen Geist) de l'institut. Es va veure obligat a tancar. Els nazis van prendre el control dels edificis per als seus propis fins. La destrucció de l'institut va precedir una campanya més àmplia contra la reforma sexual i l'anticoncepció, que van ser percebudes com una amenaça per a la natalitat alemanya.
Mentre molts van fugir a l'exili, l'activista radical Adolf Brand va fer una posició a Alemanya durant cinc mesos després de la crema de llibres, però el novembre de 1933 havia abandonat l'activisme gai. El 28 de juny de 1934 Hitler va dur a terme una purga d'⁣homes gai a les files de l'ala SA dels nazis, que va implicar assassinar-los a la Nit dels Ganivets Llargs. A continuació, van seguir lleis més estrictes sobre l'homosexualitat i la cerca d'homes gais. Es creu que les llistes d'adreces confiscades a l'Institut van ajudar a Hitler en aquestes accions.

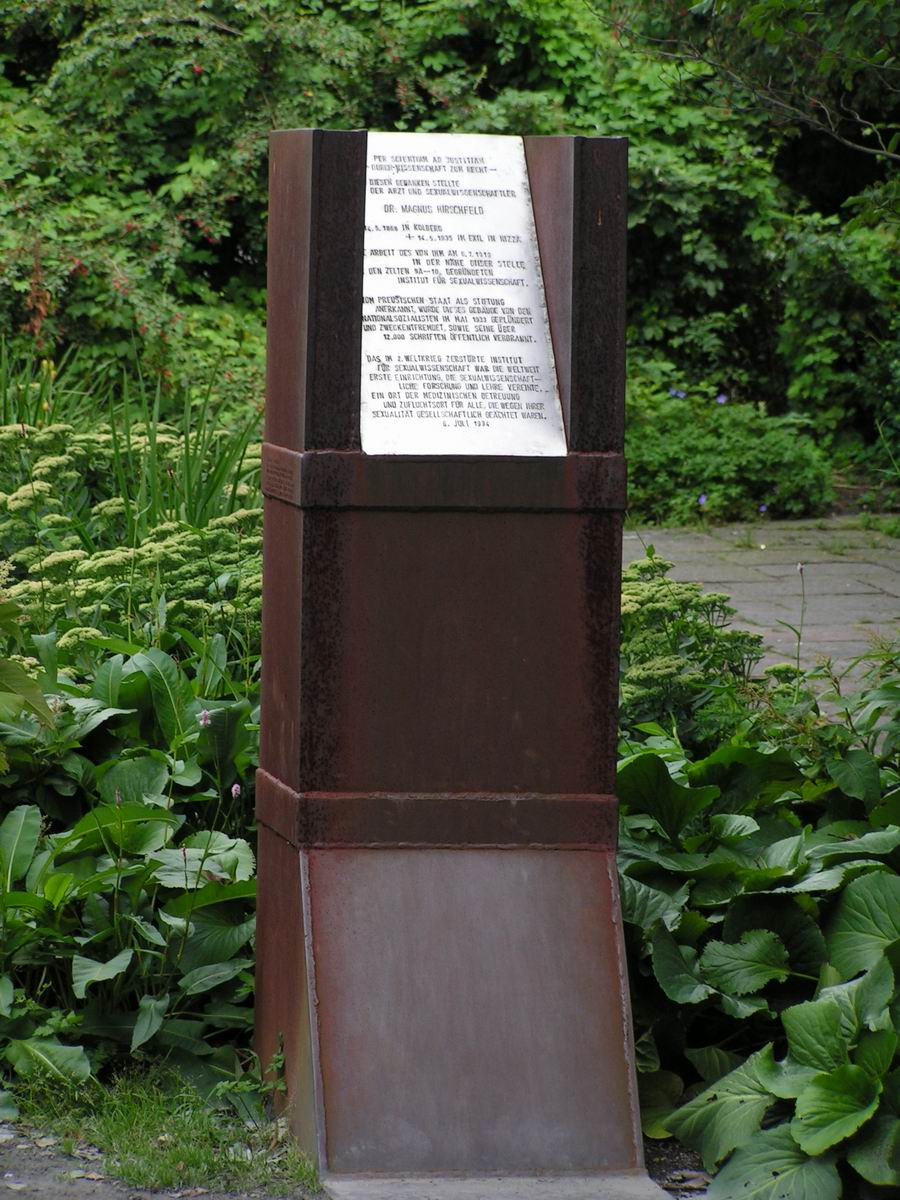
Memorial a Magnus Hirschfeld i el seu Institut d'Investigació Sexual, Berlín Tiergarten, 2005.

Moltes desenes de milers de detinguts es van trobar, finalment, en camps de treball esclau o d'extermini. Això incloïa part del personal de l'institut, com August Bessunger. Karl Giese es va suïcidar el 1938 quan els alemanys van envair Txecoslovàquia; el seu hereu, l'advocat Karl Fein, va ser assassinat el 1942 durant la deportació. Arthur Kronfeld i Felix Abraham també es van suïcidar. Molts van sobreviure fugint d'Alemanya. Entre ells hi havia Berndt Götz, Ludwig Levy-Lenz, Bernard Schapiro i Max Hodann.
Un grapat de personal de l'institut es va quedar enrere durant el domini nazi, com Hans Graaz. Friedrich Hauptstein, Arthur Röser i Ewald Lausch fins i tot es van convertir en col·laboradors nazis. Se sospita que aquests podrien haver estat espies. Helene Helling, inquilí i recepcionista, es va convertir en simpatitzant nazi després de l'atac i va ocupar l'edifici durant un temps després. No obstant això, els edificis de l'institut eren una ruïna bombardejada el 1944, i van ser enderrocats en algun moment a mitjans dels anys cinquanta.
Hirschfeld va intentar restablir el seu institut a París com a Institut Français des Sciences Sexologiques, però el va dissoldre l'any 1934 després que no aconseguia guanyar força. Es va traslladar a Niça i va morir a França el 1935. Va ser enterrat al Cimetière orthodoxe de Caucade.

## Després de la Segona Guerra Mundial
La carta de l'institut havia especificat que, en cas de dissolució, qualsevol actiu de la Fundació Dr. Magnus Hirschfeld (que havia patrocinat l'institut des de 1924) havia de ser donat a la Universitat Humboldt de Berlín. Hirschfeld també va escriure un testament personal mentre estava a l'exili a París, deixant els actius restants als seus estudiants i hereus Karl Giese i Li Shiu Tong (Tao Li) per a la continuació del seu treball. No obstant això, cap estipulació es va dur a terme. Els tribunals d'Alemanya Occidental van considerar que la dissolució de la fundació i la confiscació de béns pels nazis el 1934 era legal. La legislatura d'Alemanya Occidental també va conservar les esmenes nazis al paràgraf 175, la qual cosa va fer impossible que els homes gais supervivents reclamessin la restitució del centre cultural destruït.
Li Shiu Tong va viure a Suïssa i als Estats Units fins al 1956, però pel que se sap, no va intentar continuar l'obra de Hirschfeld. Alguns fragments de dades restants de la biblioteca van ser recollits posteriorment per W. Dorr Legg i ONE, Inc. als Estats Units durant la dècada de 1950.

## Evolucions posteriors
El 1973 es va obrir un nou Institut für Sexualwissenschaft a la Universitat de Frankfurt del Main (amb Volkmar Sigusch com a director), i el 1996 a la Universitat Humboldt de Berlín.

### Publicacions
- Isherwood, Christopher. (1976) Christopher and His Kind, 1929–1939, Farrar, Straus i Giroux . Text complet a OpenLibrary.
- Blasius, Mark i Phelan, Shane ed. (1997) We Are Everywhere: A Historical Source Book of Gay and Lesbian Politics (Vegeu el capítol: "The Emergence of a Gay and Lesbian Political Culture in Germany" de James D. Steakley).
- Grau, Günter ed. (1995) Holocaust ocult? Persecució gai i lesbiana a Alemanya 1933–45 .
- Lauritsen, John i Thorstad, David (1995) The Early Homosexual Rights Movement (1864–1935) . (2a ed. revisada)
- Steakley, James D. (9 de juny de 1983) "Aniversary of a Book Burning". pàgines 18–19, 57. The Advocate (Los Angeles)
- Marhoefer, Laurie. (2015) Sex and the Weimar Republic: German Homosexual Emancipation and the Rise of the Nazis . Premsa de la Universitat de Toronto .
- Taylor, Michael Thomas; Timm, Annette F.; Herrn, Rainer eds. (2017) No directament des d'Alemanya: públics sexuals i ciutadania sexual des de Magnus Hirschfeld . JSTOR 10.3998/mpub.9238370 .

### Filmografia
- Rosa von Praunheim, directora (Alemanya, 2001) The Einstein of Sex (Un drama biogràfic sobre Magnus Hirschfeld – versió subtitulada en anglès disponible).